# Antheraea polyphemus
Antheraea polyphemus (sau Molia polifemă) este o specie de molie din familia Saturniidae, întâlnită în America de Nord.  Este o specie frumos colorată, cu o anvergură medie de 15 cm. Cea mai interesantă caracteristică a moliei este ochiul marcat pe aripă, folosit pentru mimetism, de unde derivă și numele său (de la ciclopul Polifem). Este larg răspândită în America de Nord, cu câteva populații în Canada subarctică și în Statele Unite. 

## Galerie

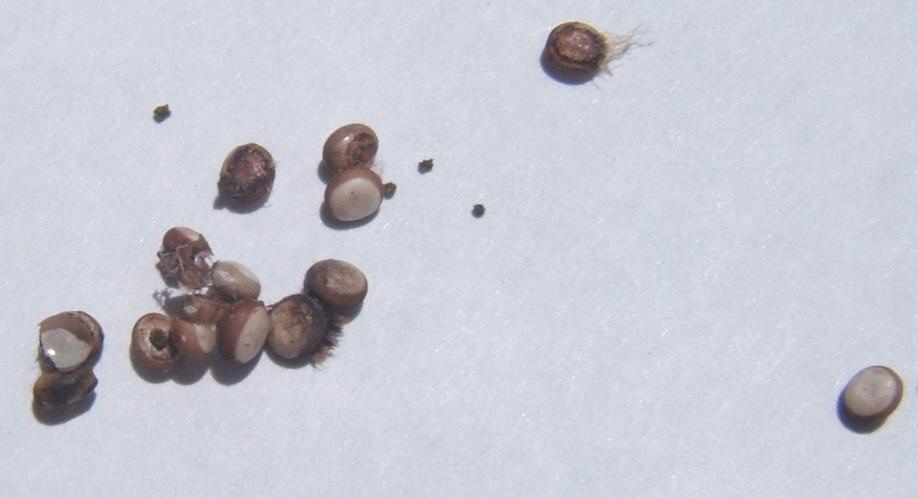
Ouă
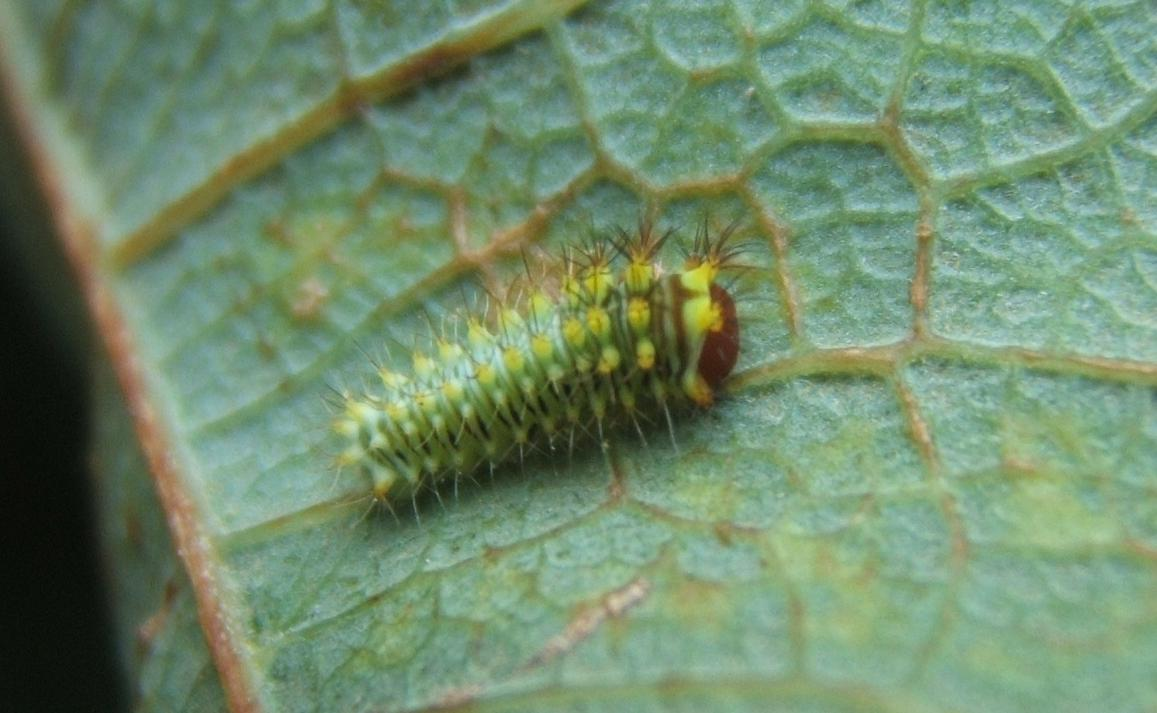
Primul stadiu de omidă.
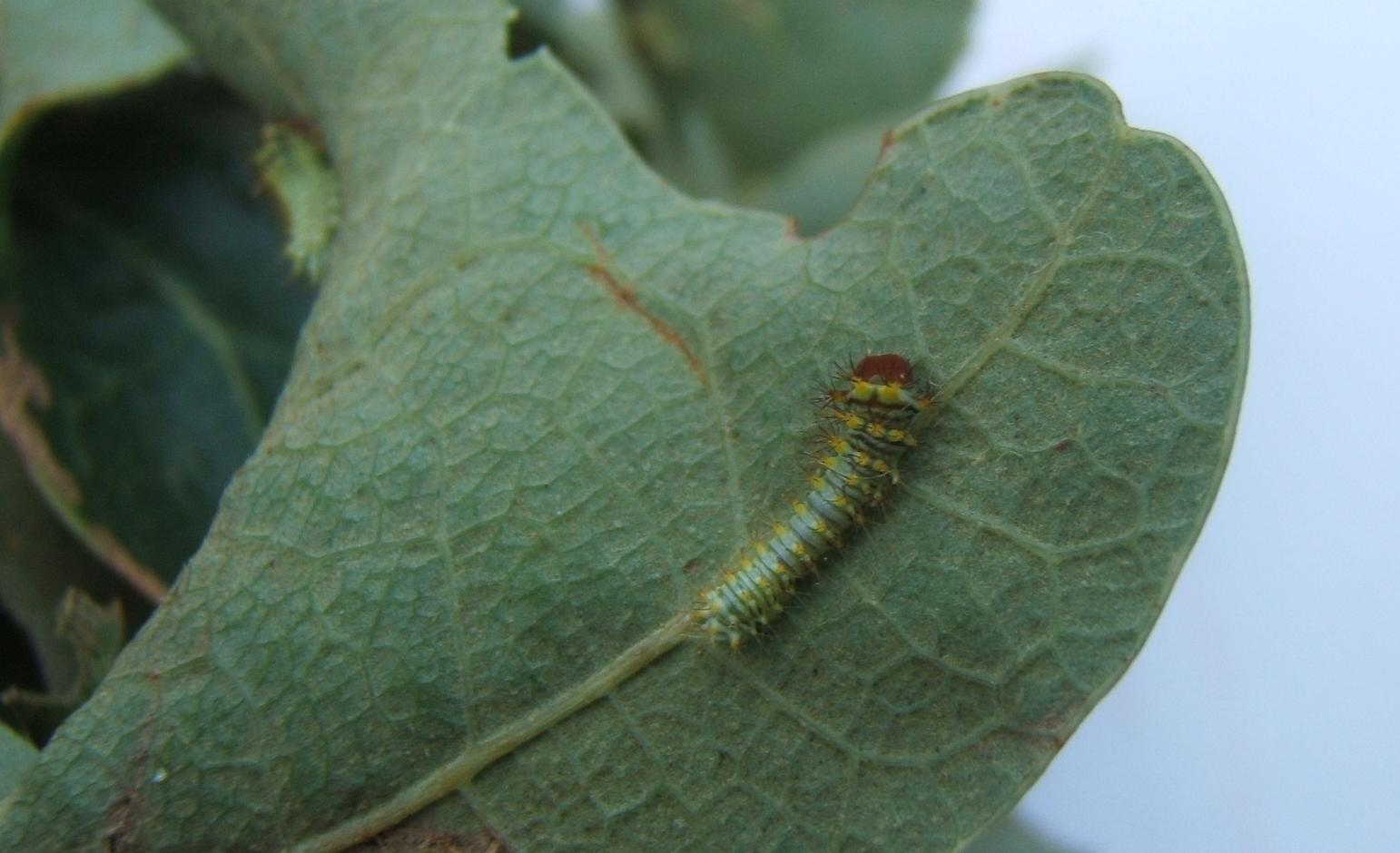
Omidă
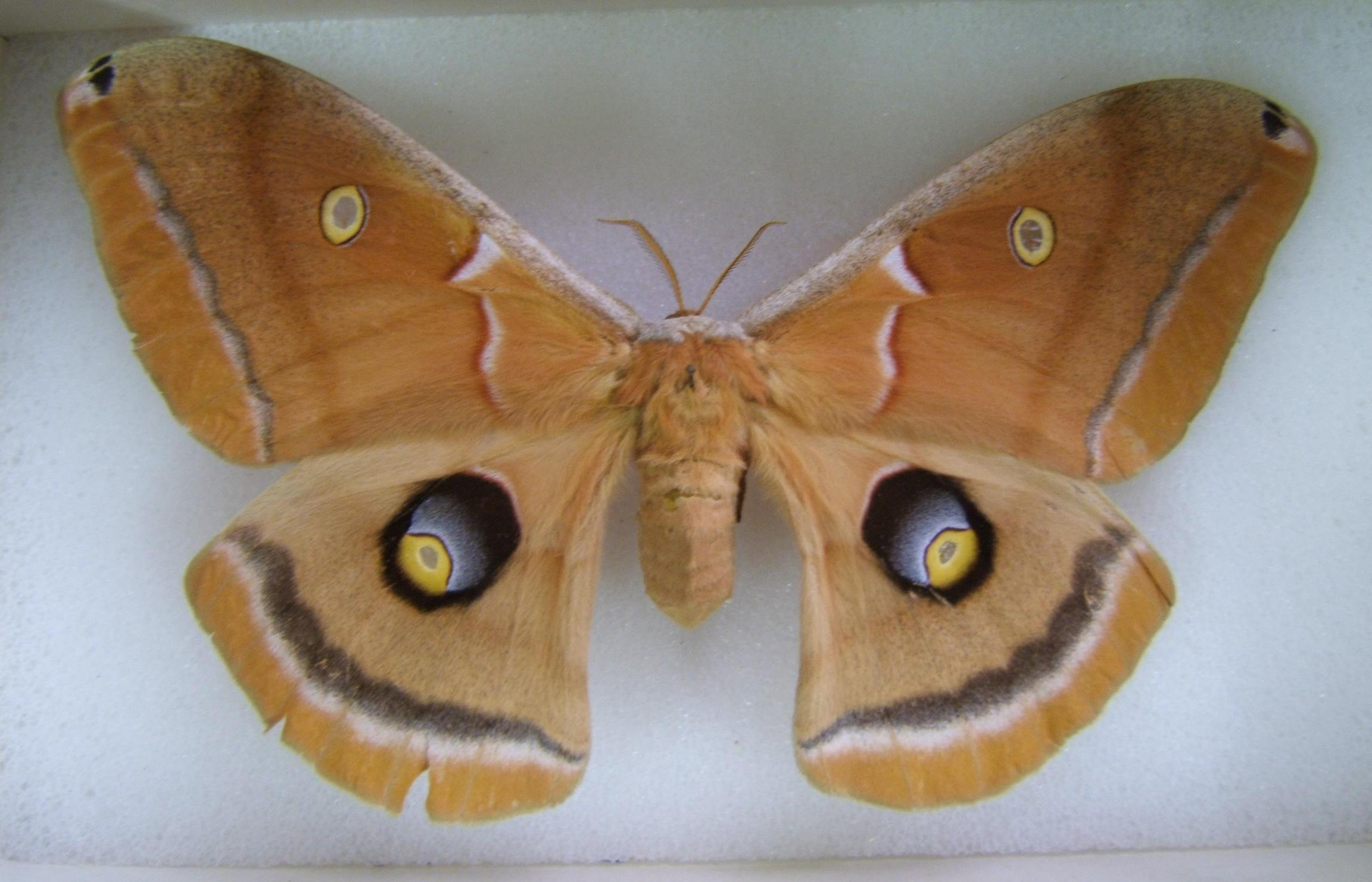
Femelă adultă
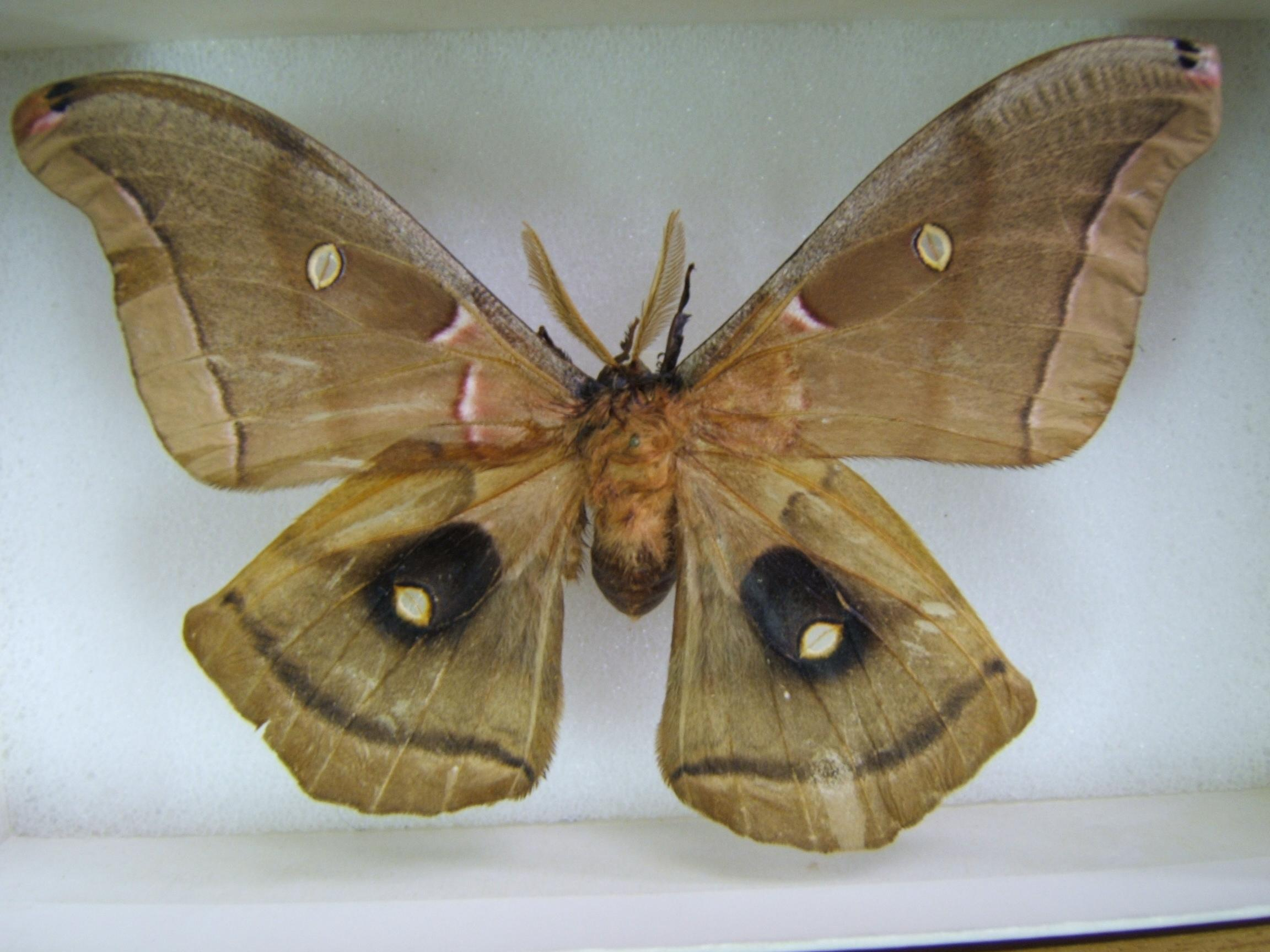
Mascul adult
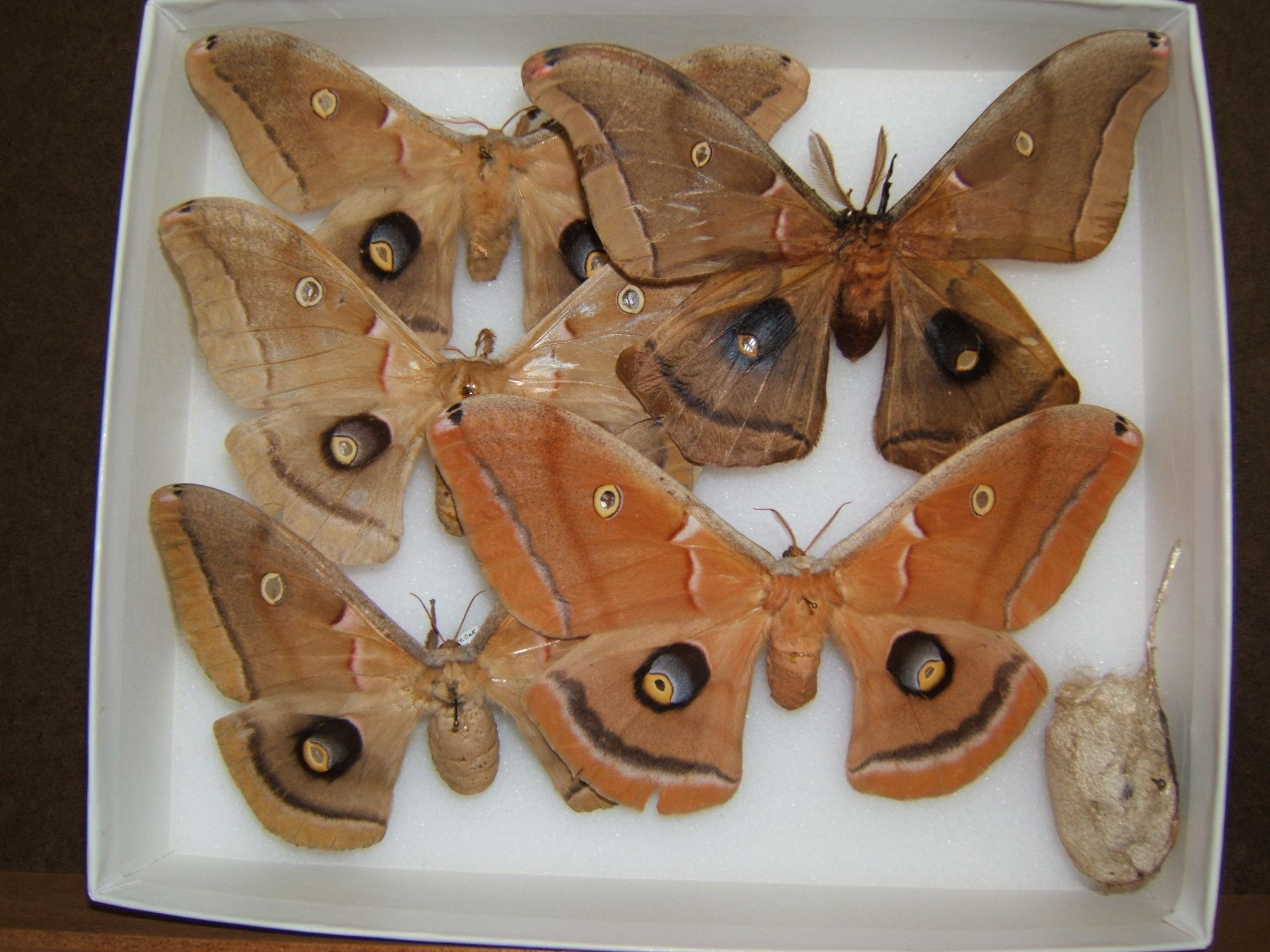
Colecţie de adulţi
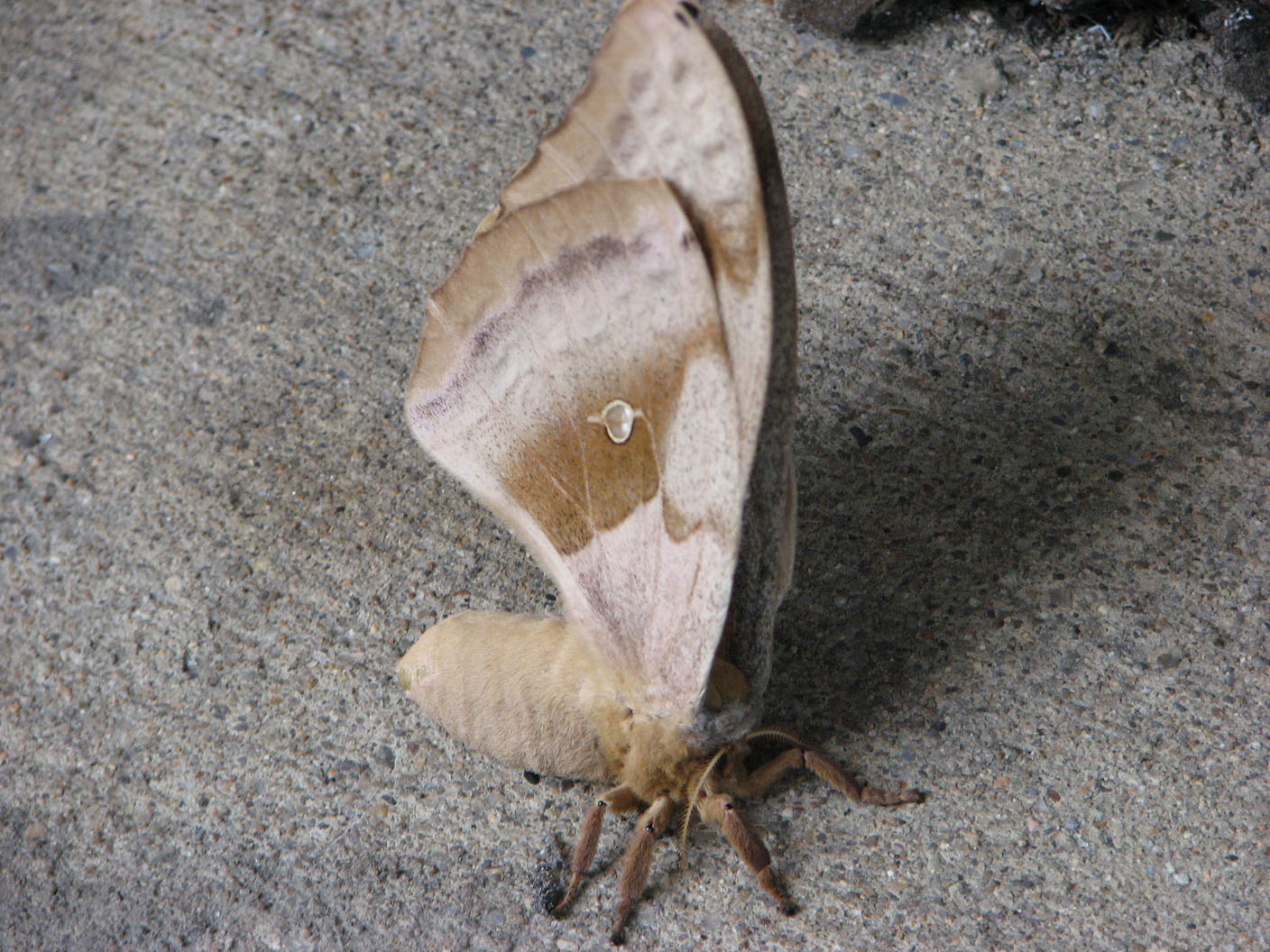
Femelă adultă
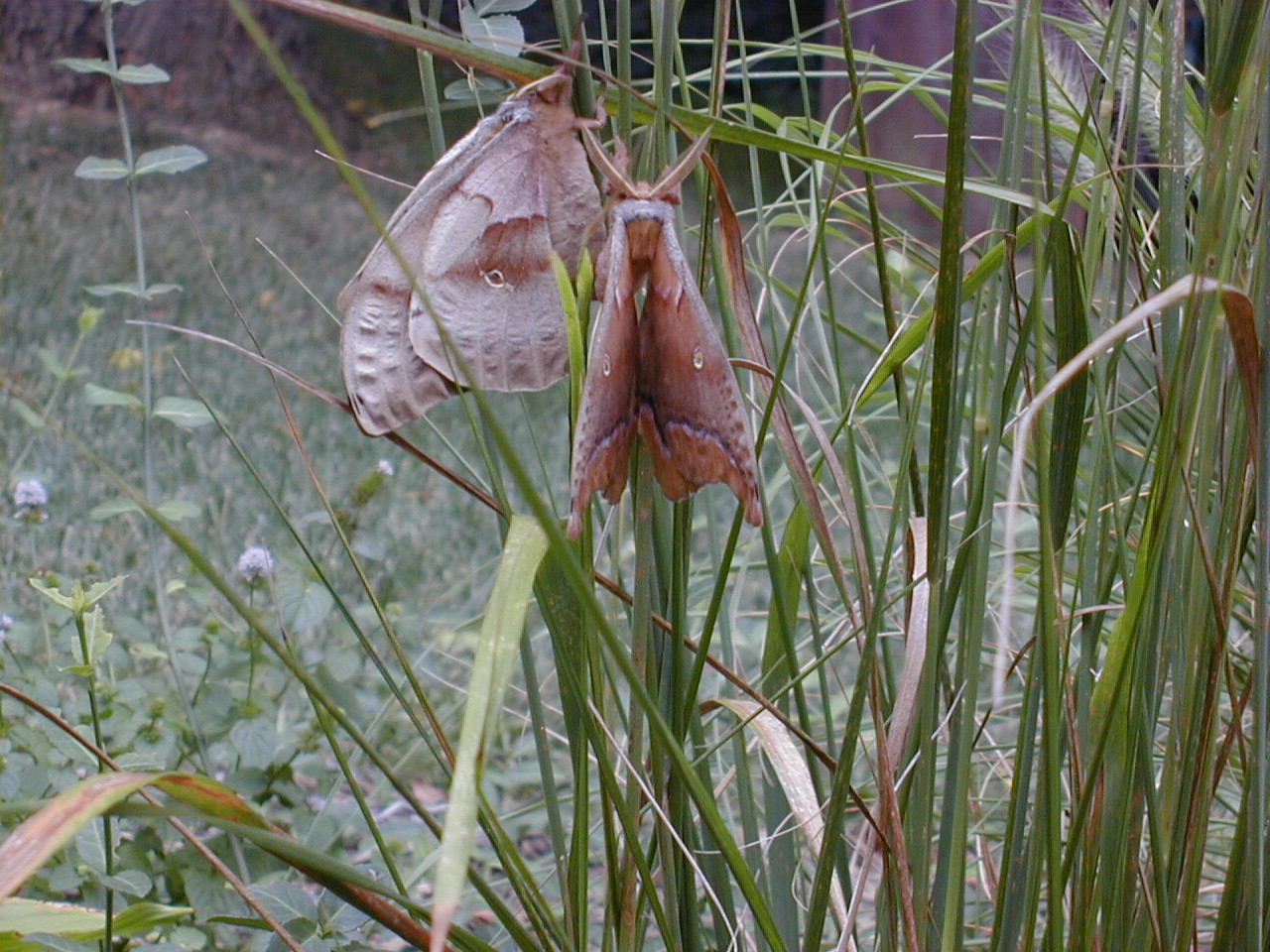
Împerechere
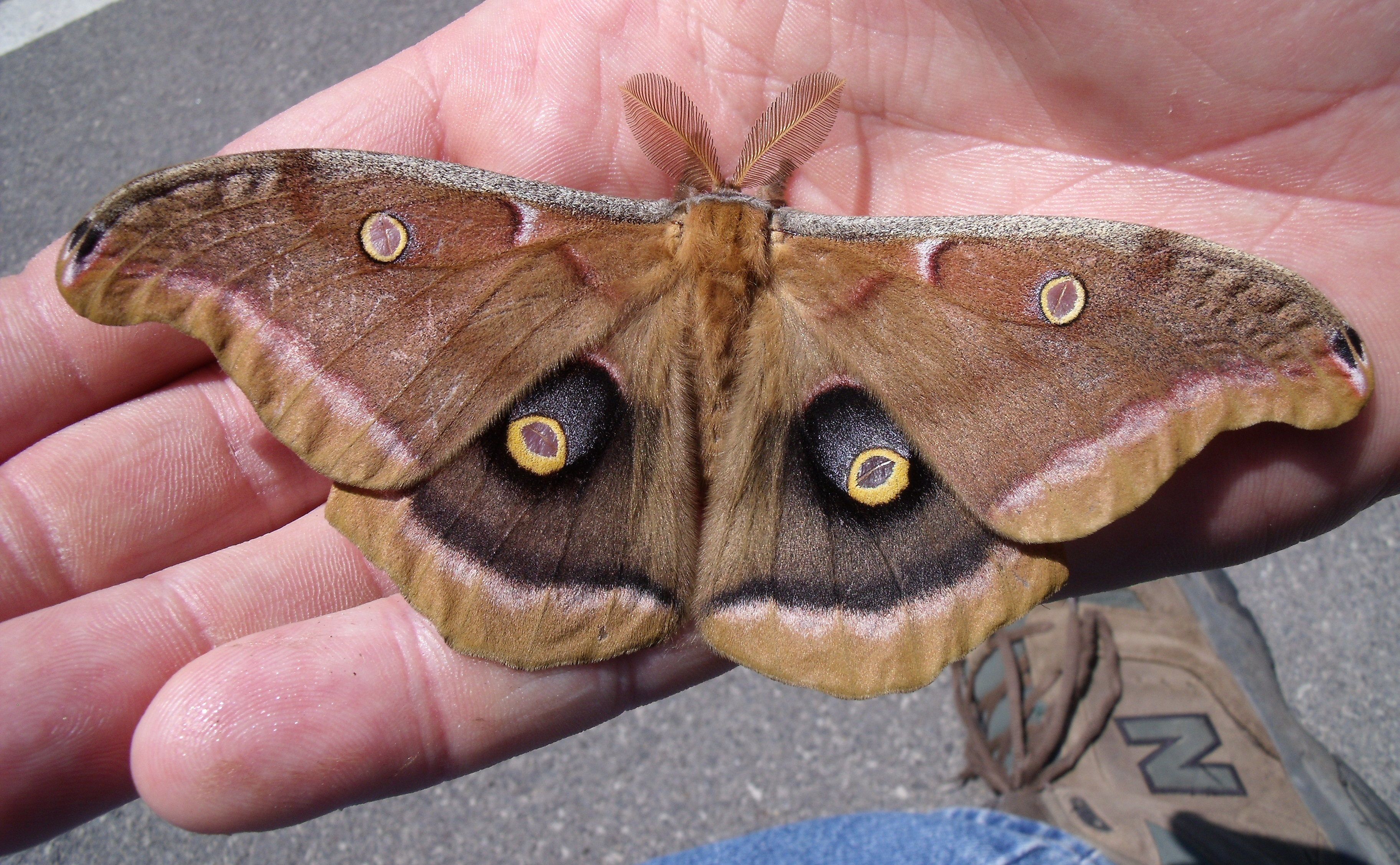
Adult
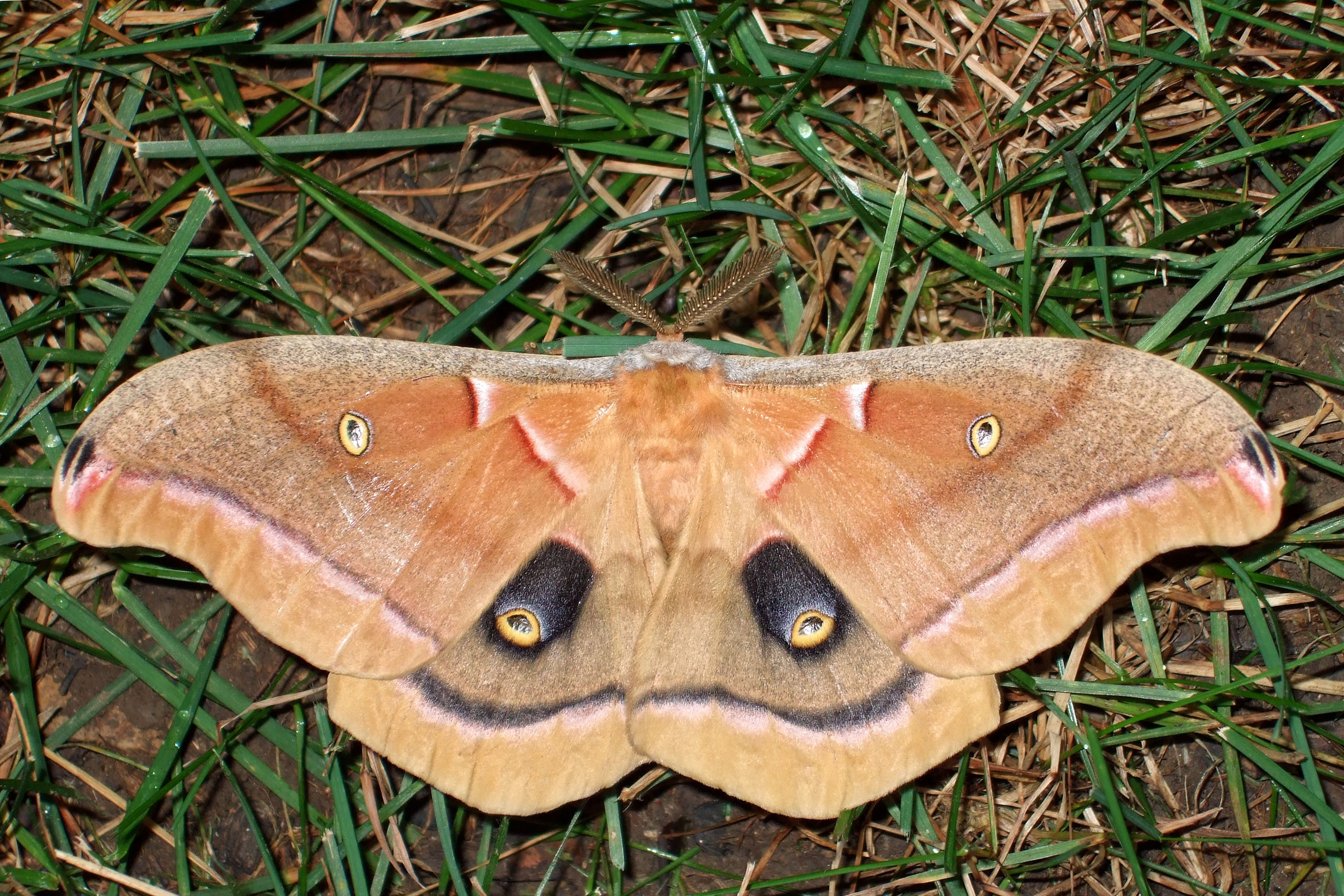
Adult
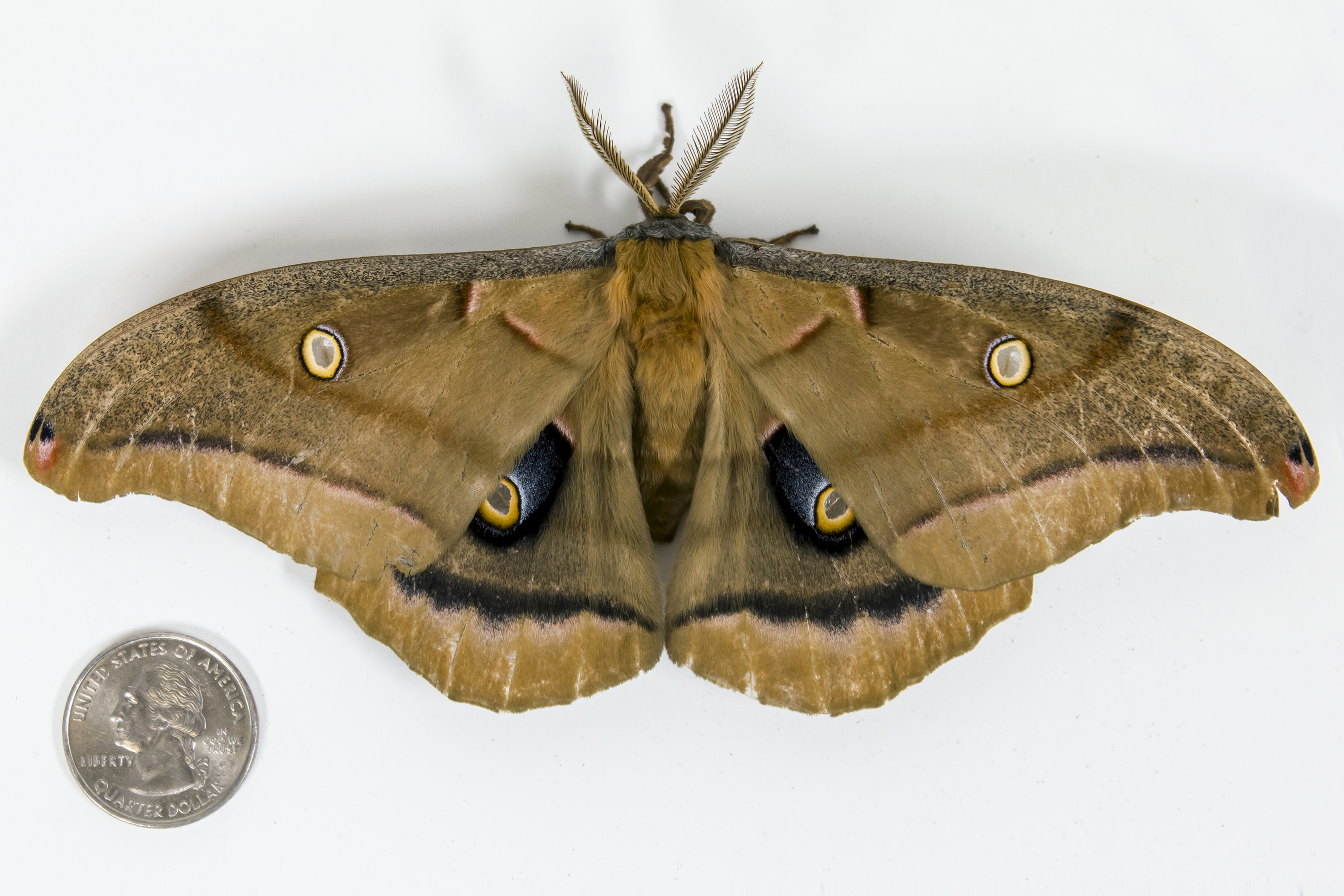
Comparaţie